# Flipper- und Arcademuseum Seligenstadt
Das Flipper- und Arcademuseum Seligenstadt (FAMS) ist ein Technikmuseum in der hessischen Stadt Seligenstadt (Kreis Offenbach).

## Geschichte
Das vom „For Amusement Only e.V.“ ehrenamtlich geführte Flipper- und Arcademuseum Seligenstadt wurde 2009 zuerst unter dem Vereinsnamen im hessischen Rodenbach eröffnet und veranstaltete am 3. Juli 2010 den ersten Publikumstag. Seit August 2010 öffnet das Museum jeden ersten Samstag im Monat die Ausstellung für den Publikumsverkehr.
Der Eintrittspreis gewährt den Besuchern das Erleben sämtlicher Ausstellungsstücke ohne weiteren Geldeinwurf an den Geräten, da alle Arcade-Automaten und Flipperautomaten auf Free-Play gestellt wurden. Somit versteht sich das Museum nicht nur als ein Technik- sondern auch als ein Erlebnismuseum. Es ist eines von wenigen Flippermuseen in Deutschland.
Mit wachsender Zahl an Exponaten wurde ein größeres Gebäude gesucht. Das Museum zog in ein ehemaliges Möbelhaus in Seligenstadt, wo es am 22. Juni 2013 seinen Betrieb aufnahm.
Im selben Jahr wurde das Museum offiziell in „Flipper- und Arcademuseum Seligenstadt“ umbenannt, um eine räumliche Trennung zwischen dem tragenden Verein und der Sammlung zu geben.
Die Geräte werden weiterhin ehrenamtlich von den Mitgliedern des gemeinnützigen Vereins „For Amusement Only e.V.“ betreut und repariert. Diese Expertise wird in der Szene geschätzt. So wurde das Finale der Deutschen Flipperliga bereits mehrere Male im Flipper- und Arcademuseum abgehalten, da man sicherstellen wollte, dass die Geräte einwandfrei gewartet waren.
Bei der Gamescom stellt das FAMS seit 2014 ebenfalls Geräte aus, um die Videospiel-Historie erlebbar zu machen. Gleichzeitig ist das Museum gern gesehener Gast bei Events mit Retrobezug. Sei es in Form von Mitgliedern als Speakern, mit einer Ausstellung von Geräten oder Dauerleihgaben (wie z. B. an das Computerspielemuseum Berlin). Einige Geräte wurden an Film-Agenturen vermietet und dienten als Dekoration in Film- und Serienproduktionen. Das Gebäude selber wurde auch von Musikern besucht, die im Flipper- und Arcademuseum Seligenstadt ihre Musikvideos gedreht haben (u. a. Moop Mama und Max Nachtsheim).
Spiegel Online erwähnte das Museum 2016 in einer Liste der wenigen verbliebenen Orte, an denen man in Deutschland noch flippern kann und das Video-Team der BILD-Zeitung hat 2018 vor Ort einen begeisterten Bericht eingefangen. Der Hessische Rundfunk hat das Museum in den letzten Jahren mehrfach mit Fernsehteams besucht.
Der Verein hat es sich ebenfalls zur Aufgabe gemacht, jedes in der Sammlung vorhandene Gerät abzufilmen und im eigenen YouTube-Kanal zu veröffentlichen. Dies dient ebenfalls zur Archivierung von Spielmechaniken, Grafiken und Tönen. Über 300 Geräte sind bisher digital für die Nachwelt erhalten worden.

## Ausstellung
Die Sammlung im Flipper- und Arcademuseum Seligenstadt besteht aus ca. 250 Geräten. Die Exponate verteilen sich auf 900 m² und zwei Ebenen, wobei die Ausstellung im Untergeschoss nur Flippergeräte enthält, während im Erdgeschoss Flipper- und Arcadegeräte zu finden sind. Somit ist das „FAMS“ eines der größten Museen dieser Art in Deutschland. Viele Geräte sind langfristig in der Ausstellung, während andere Geräte kurz- und mittelfristig aus Reparatur- sowie Wartungsgründen ausgetauscht werden müssen. Daher herrscht eine hohe Fluktuation an Ausstellungsstücken.
Zwischen den Flippern- und Arcadegeräten befinden sich ebenfalls einige elektromechanische Spiele.
Das größte Ausstellungsstück ist ein 1,9 Tonnen schwerer und 6,4 Meter breiter Sega Daytona USA Arcade-Automat aus dem Jahr 1994, an dem bis zu 8 Personen gleichzeitig spielen können.

## Auszeichnungen
- Deutscher Computerspielpreis 2025: Sonderpreis der Jury[14]